# シーラ・フレイジャー
シーラ・フレイジャー（Sheila Frazier、1948年11月13日 - ）は、アメリカ合衆国の女優。

## 出演作品
- カリフォルニア・スイート
- ハードウェイ
- スーパーコップス
- スーパーフライ（ジョージア）